# William Tite
William Tite, CB (Londres, fevereiro de 1798 – Torquay, 20 de abril de 1873) foi um arquitecto inglês e presidente do Royal Institute of British Architects. Seu nome está associado a várias construções de Londres, particularmente estações ferroviárias e cemitérios.
Foi eleito membro da Royal Society em 1835.

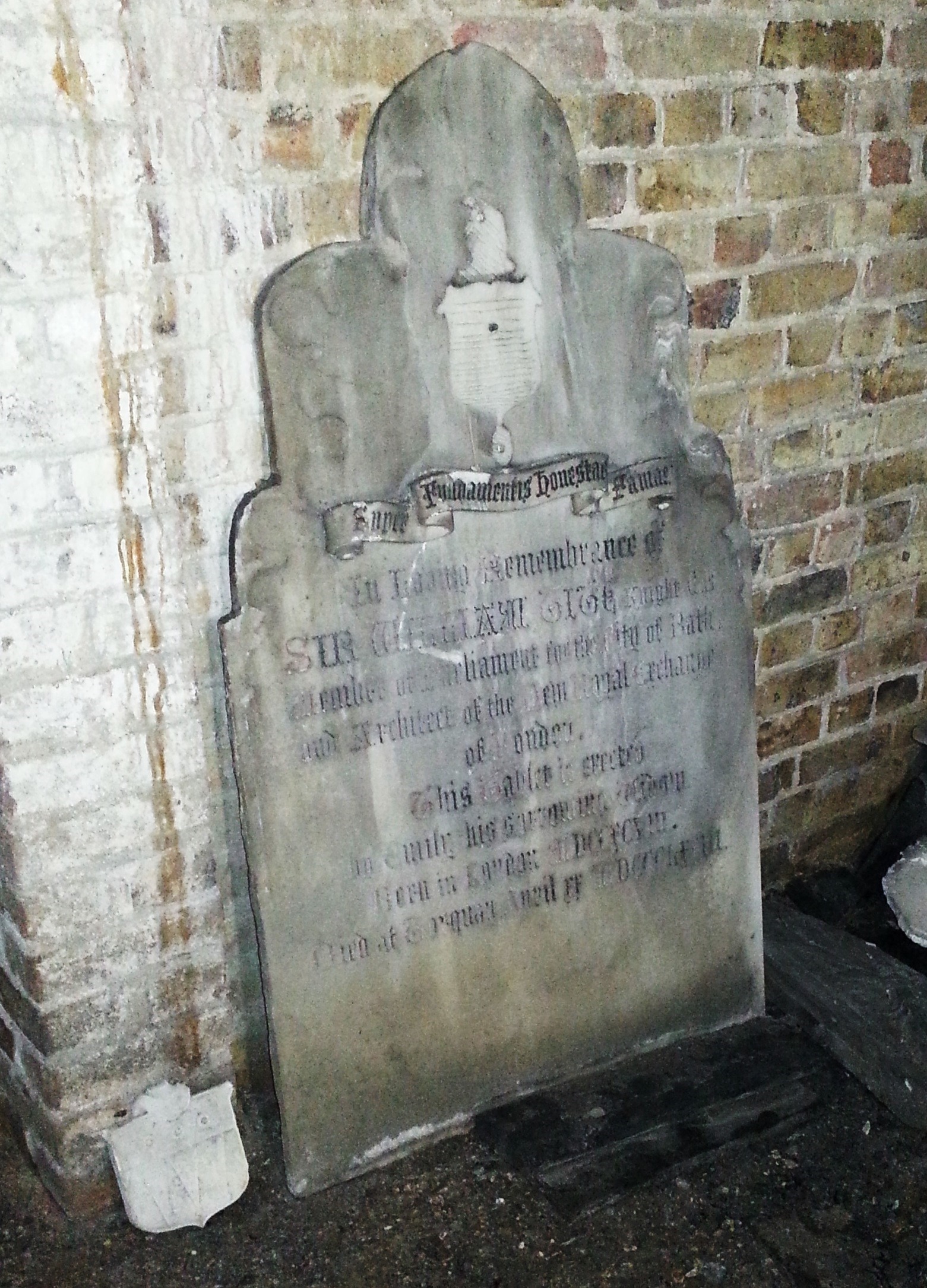
Pedra sepulcral de William Tite nas catacumbas do Cemitério de West Norwood em julho de 2014.